# Игуала-де-ла-Индепенденсия (муниципалитет)
Игуала-де-ла-Индепенденсия (исп. Iguala de la Independencia) — муниципалитет в Мексике, штат Герреро, с административным центром в одноимённом городе. Численность населения, по данным переписи 2010 года, составила 140363 человека.

## Общие сведения
Название Iguala с языка науатль можно перевести как — место, где тихая ночь, Independencia с испанского — независимость.
Площадь муниципалитета равна 571 км², что составляет 0,9 % от площади штата. Он граничит с другими муниципалитетами Герреро: на севере с Таско-де-Аларконом и Буэнависта-де-Куэльяром, на востоке с Уицуко-де-лос-Фигероа и Тепекоакуилько-де-Трухано, на западе с Кокулой и Телолоапаном.

## Учреждение и состав
Муниципалитет был образован в 1850 году, в его состав входит 87 населённых пунктов, самые крупные из которых:
| Код INEGI | Населённый пункт                                                                      | Численность населения (2005 год) | Численность населения (2010 год) |
| 035       | Всего                                                                                 | 128444                           | 140363                           |
| 0001      | Игуала-де-ла-Индепенденсия (исп. Iguala de la Independencia) (административный центр) | 110390                           | 118468                           |
| 0007      | Коакоюла-де-Альварес (исп. Coacoyula de Álvarez)                                      | 2064                             | 2744                             |
| 0018      | Санта-Тереса (исп. Santa Teresa)                                                      | 2575                             | 2676                             |
| 0023      | Туспан (исп. Tuxpan)                                                                  | 1732                             | 2086                             |
| 0011      | Метлапа (исп. Metlapa)                                                                | 1378                             | 1578                             |
| 0024      | Сакакоюка (исп. Zacacoyuca)                                                           | 1447                             | 1526                             |
| 0137      | Фермин-Рабадан-Сервантес (исп. Fermín Rabadán Cervantes)                              | н/д                              | 1459                             |
| 0012      | Эль-Наранхо (исп. El Naranjo)                                                         | 808                              | 870                              |
| 0163      | Колония-15-де-Септьембре (исп. Colonia 15 de Septiembre)                              | 596                              | 836                              |
| 0020      | Тепочика (исп. Tepochica)                                                             | 618                              | 740                              |
| 0164      | Колония-Франсиско-Вилья (исп. Colonia Francisco Villa)                                | 618                              | 740                              |

## Экономическая деятельность
По статистическим данным 2000 года, работоспособное население занято по секторам экономики в следующих пропорциях: сельское хозяйство, скотоводство и рыбная ловля — 5,7 %, промышленность и строительство — 21,9 %, сфера обслуживания и туризма — 70,4 %.

## Инфраструктура
По статистическим данным 2010 года, инфраструктура развита следующим образом:

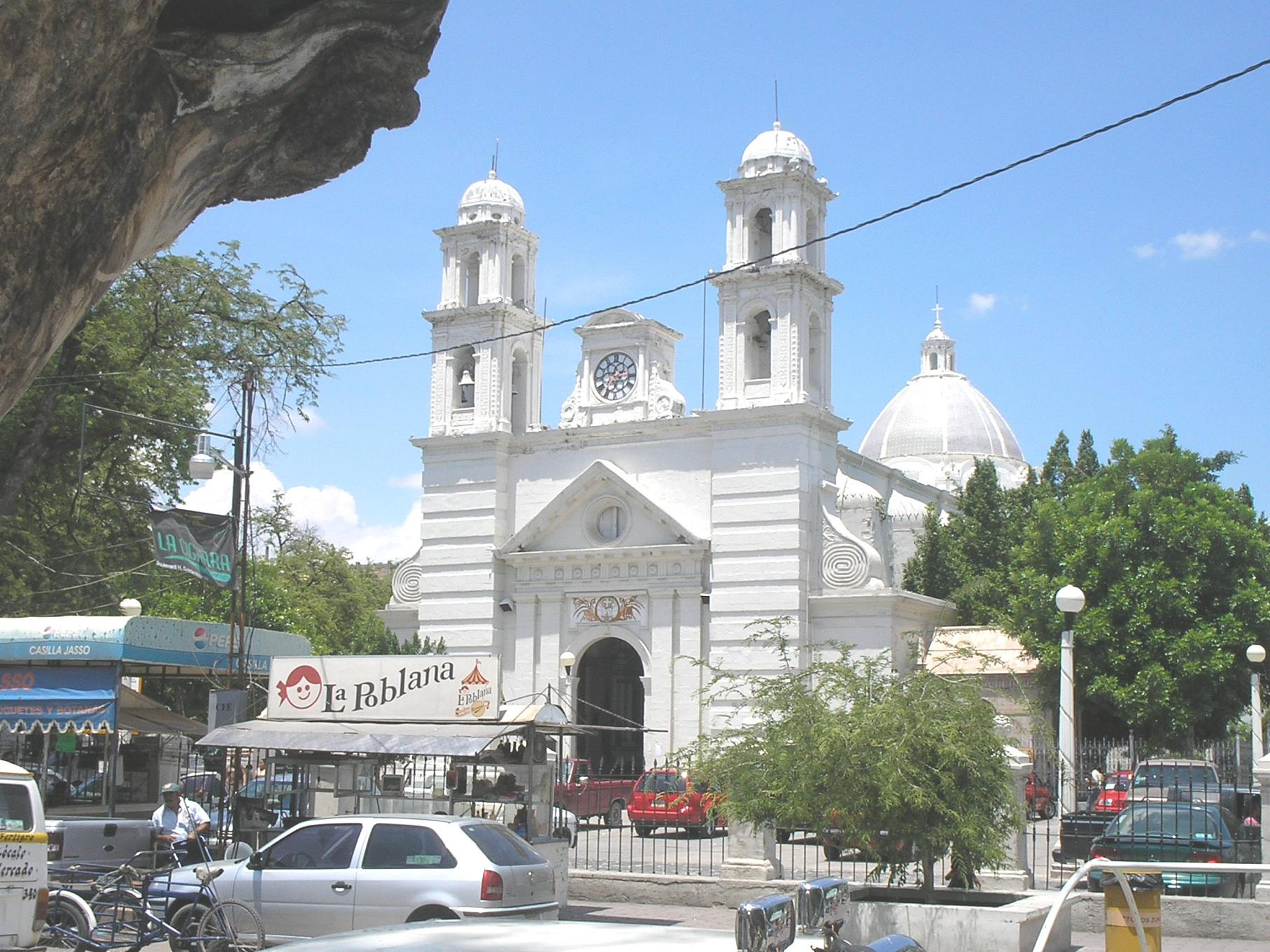
Церковь Святого Франсиска

- электрификация: 98,3 %;
- водоснабжение: 74,9 %;
- водоотведение: 95,7 %.

## Туризм
Основные достопримечательности:
- церкви „Santa María de la Asunción“ и „San Francisco“, построенные в XIX веке в муниципальном центре;
- монументы национальным героям: Мигелю Идальго, Висенте Герреро, Хосе Мария Морелосу, Бенито Хуаресу, Николас Браво.

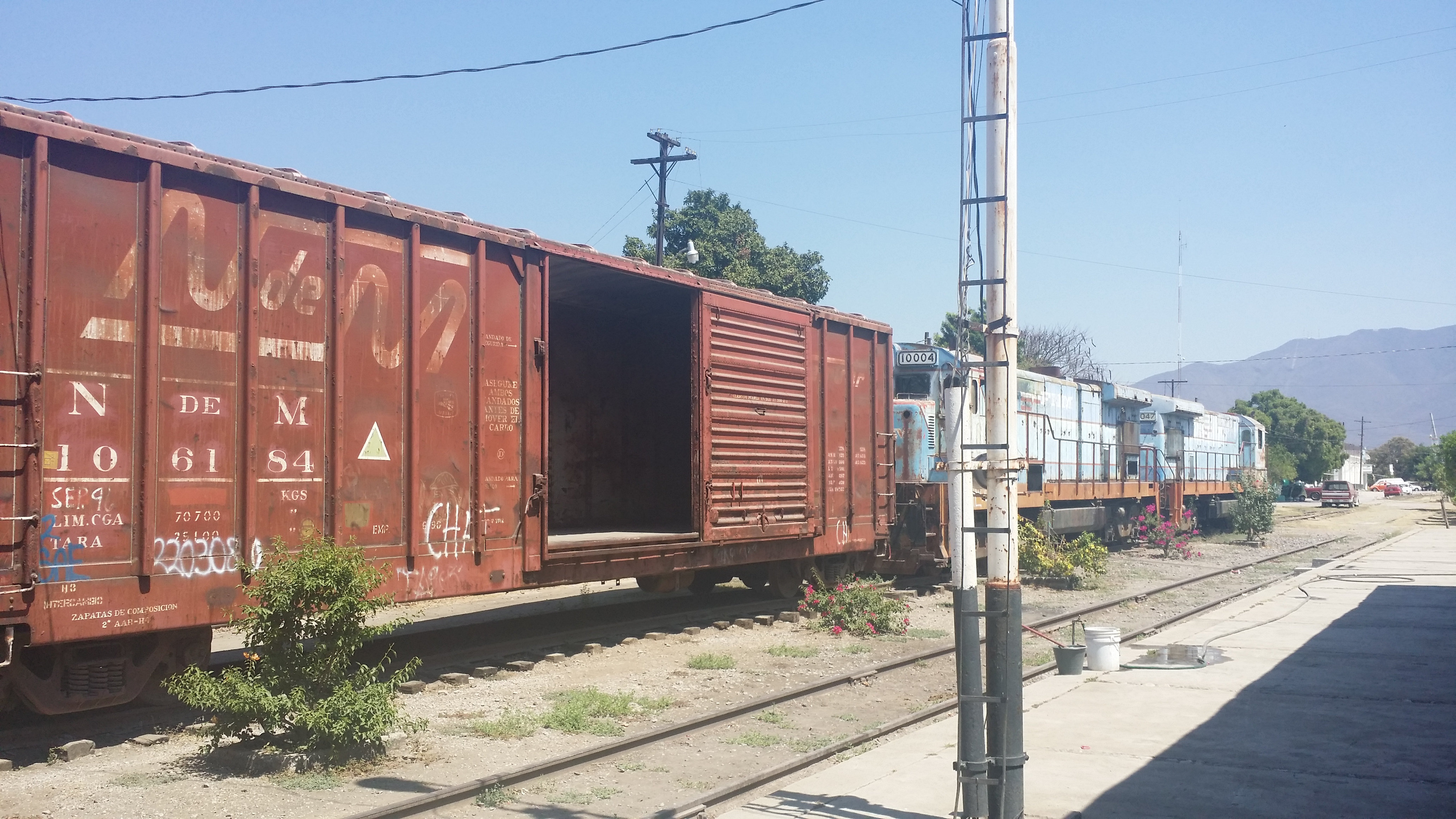
Ж/д станция в Игуала-де-ла-Индепенденсия